# Tadeusz Mytnik
Tadeusz Mytnik, född den 13 augusti 1949 i Nowice, Polen, är en polsk tävlingscyklist som tog OS-silver i lagtempoloppet vid olympiska sommarspelen 1976 i Montréal.